# تعلل
اهمال‌کاری یا فَردافِکَنی یا تعلل (به انگلیسی: Procrastination) خودداری از انجام وظیفه‌ای است که لازم است تا موعد مشخصی انجام شود. می‌توان از آن به عنوان به تأخیر انداختن (از سر عادت یا آگاهانه) آغاز یا پایان کاری، با علم به پیامدهای منفی این تأخیر نیز یاد کرد. اهمال‌کاری تجربه انسانی رایجی است که شامل به تأخیر انداختن امور روزانه یا حتی وظایف مهمی مثل حضور در یک قرار ملاقات، ارایه یک گزارش کاری یا تکلیف دانشگاهی، یا حل و فصل یک مشکل استرس‌زا با شریک زندگی است. اگرچه به دلیل تأثیر مخرب آن بر بهره‌وری فردی و همراه شدن آن با افسردگی، عزت نفس پایین، احساس گناه و بی‌کفایتی، معمولاً یک ویژگی رفتاری منفی تلقی می‌شود، اما در شرایط خاصی که اقدام کردن می‌تواند سبب نتایج پرخطر یا منفی شود یا احتیاج است تا برای رسیدن اطلاعات جدید منتظر ماند، اهمال‌کاری می‌تواند واکنش درستی در نظر گرفته شود.
از دیدگاه فرهنگی، در دانشجویان از هر دو فرهنگ غربی و غیر غربی نشانه‌هایی از اهمال‌کاری آموزشی دیده می‌شود اما دلایل آن متفاوت است. دانشجویان از فرهنگ غربی برای خودداری از مواجه شدن با پسرفت کردن یا عدم موفقیت در یادگیری متناسب با سطح انتظارشان تمایل به اهمال‌کاری دارند در حالی که دانشجویان از فرهنگ غیر غربی برای اجتناب از بی‌کفایت جلوه کردن یا کم‌توان‌تر از همکلاسی‌ها ظاهر شدن اهمال‌کاری می‌کنند. همچنین اهمیت تأثیر تفاوت دیدگاه‌های فرهنگی در زمینه مدیریت زمان نیز باید در نظر گرفته شود. برای مثال در فرهنگ‌هایی که دید چندگانه (Multi-Active) به زمان دارند، اولویت به تمام شدن کار درست پیش از موعد داده می‌شود. اما در فرهنگ‌هایی با دید خطی (Linear-Active) به زمان، بیشتر تمایل دارند تا زمان مشخصی برای وظیفه‌ای در نظر بگیرند و فعالیت را با به اتمام رسیدن زمان آن متوقف کنند.
انواع مختلف اهمال‌کاری (مانند تحصیلی/غیرتحصیلی یا رفتاری/غیرارادی) روابط بنیادی علت و معلولی مخصوص به خود دارند. رایج‌ترین عوامل مؤثری که در پژوهش‌های حال حاضر برای این پدیده شمرده شده است شامل: نادیده‌گیری آینده، سطح آگاهی از وظایف، توانایی تصمیم‌گیری و تمرکز می‌شود.
در مطالعه‌ای بر الگوهای رفتاری کبوترها با استفاده از مفهوم خشنودی سپرده شده، نشانه‌هایی از منحصر نبودن اهمال‌کاری به انسان‌ها و وجود آن در برخی از جانوران دیده شده است. آزمایش‌هایی در این زمینه شواهد روشنی دال بر اهمال‌کاری کردن کبوترها کشف کردند که در آن‌ها کبوترها انجام دادن یک وظیفه پیچیده در آینده را به یک وظیفه ساده ولی فوری ترجیح می‌دهند.

## گستردگی
در سال ۱۹۸۴ پژوهشی پیرامون اهمال کاری تحصیلی در دانشگاه ورمانت منتشر شد که در آن ۴۶٪ افراد مورد مطالعه گزارش کردند که «همیشه» یا «تقریباً همیشه» در زمینه نوشتن مقالات اهمال‌کاری می‌کنند. درحالی‌که نزدیک به ۳۰٪ گزارش کردند که آماده شدن برای امتحان یا انجام تکالیف هفتگی را به فردا می‌افکنند. با این وجود ۶۵٪ افراد برای نوشتن مقالات، ۶۲٪ برای آماده شدن برای امتحان و ۵۵٪ برای انجام تکالیف اظهار کردند که تمایل به کاهش اهمال‌کاری خودشان دارند.
پژوهشی در سال ۱۹۹۲ نشان داد که ۵۲٪ دانشجویان مورد مطالعه اظهار کردند که نیاز متوسط تا شدیدی به کمک در زمینه برطرف کردن اهمال‌کاریشان دارند. برآورد می‌شود که بین ۸۰ تا ۹۵٪ دانشجویان درگیر اهمال‌کاری هستند و حدوداً ۷۵٪ ایشان خود را فردی اهمال‌کار می‌دانند.
پژوهشی دیگر در سال ۲۰۰۴ نیز نشان داد که ۷۰٪ دانشجویان خودشان را در دسته افراد اهمال‌کار قرار می‌دهند، در حالی‌که در پژوهش سال ۱۹۸۴ ۵۰٪ دانشجویان پیوسته اهمال‌کاری می‌کردند و این رفتار خود را یک مشکل بزرگ در زندگی خود می‌دانند.
مطالعه‌ای دیگر روی دانشجویان نشان داد که اهمال‌کاری در انجام تکالیفی که دانشجویان ناخوشایند یا تحمیلی قلمداد می‌کنند، نسبت به تکالیفی که در آن احساس کمبود مهارت می‌کنند، بیشتر اتفاق می‌افتد.
یکی دیگر از زمینه‌های این پدیده، اهمال‌کاری صنعتی است. پژوهشی در شرکت‌های صنعتی مدرن روسی عوامل زیادی برای اهمال‌کاری کارکنان شناسایی کرد. برخی از این عوامل شامل سخت‌گیری در ارزیابی عملکرد، اهمیت وظایف کارکنان در شرکت و درک کارکنان از تصمیم‌ها و نحوه مدیریت سطوح بالای شرکت می‌شود.

## دیدگاه روان‌شناختی
از دیدگاه روان‌شناختی این امکان وجود دارد که اصل لذت مسوول رفتار اهمال‌کارانه باشد. بنابر این اصل، فرد ممکن است برای دوری از احساسات منفی، وظایف اضطراب‌آور خود را به تأخیر بیندازد. هم‌زمان با نزدیک شدن موعد نهایی انجام وظیفه، استرس فرد بیشتر می‌شود و به همین دلیل ممکن است برای دوری از این استرس تصمیم به اهمال‌کاری بیشتر بگیرد. برخی روان‌شناسان این‌گونه رفتارها را به سازوکارهای برخورد با اضطراب ناشی از آغاز یا به پایان رساندن یک وظیفه یا تصمیم نسبت داده‌اند.

## عوامل
آلبرت الیس، دانشمند حوزهٔ روان‌شناسی، و ویلیام جی نال، صاحب نظر زمینهٔ تعلیم و تربیت، در کتاب «روان‌شناسی اهمال‌کاری» سه علت اصلی برای فردافکنی(اهمال‌کاری) برشمرده‌اند:
1. خشم و دشمنی نسبت به دیگران: زمانی که ما در انجام تکالیف مربوط به دیگران تعلل می‌ورزیم، در واقع از این راه به دنبال تخلیه خشم سرکوب شده‌مان نسبت به آنها هستیم
2. به خود رسیدنِ افراطی: زمانیکه همزمان با بالارفتن توقع‌مان از خودمان، سطح تحمل‌مان در برابر مشکلات و سختی‌ها پایین می‌آید و توقع موفقیت‌هایی بالاتر از تواناییمان از خود داریم.
3. احساس خودکم‌بینی: خودکم‌بینی از سه منبع ناشی می‌شود: کمال گرایی، تلاش برای جلب محبت دیگران و نهایتاً تمایل عجیب ما برای صحه گذاشتن روی تصورات منفی‌مان از خودمان؛ احساس ناشی از این سه عامل سبب کاهش اعتمادبه نفس و در پی آن، ایجاد حس بی‌ارزشی در ما می‌شود که رغبت برای ادامه کار را از فرد سلب می‌کند.

برخی عواملی که برای فردافکنی برشمرده‌اند عبارتند از:
- پرهیز از مواجهه یک روش دفاعی که در آن شخص از قرار گرفتن در شرایط استرس‌زا می‌پرهیزد.
- حواس‌پرتی یا عوامل ناشی از اختلال کم‌توجهی - بیش‌فعالی
- کم پنداری، از دست دادن موقعیت‌ها با توجیه بی‌ارزش بودن آنها. «گربه دستش به گوشت نمی‌رسه، میگه بو میده».
- قیاس با پایین‌ترین‌ها، فرد خود را با کسانی که در وضعیت بدتری از او قرار دارد مقایسه و تصور می‌کند که خودش در وضع بدی نیست.
- به شوخی گرفتن.
- نسبت دادن به عوامل خارجی، مثلاً: من کارم را انجام نمی‌دهم چون کاری که به من واگذار کرده‌اند عادلانه نیست.
- انکار، یعنی اصرار بر اینکه کار انجام نشده مهم نبوده و کار دیگر از آن مهم‌تر بوده است.
- تنبلی، به فردا انداختن کار، فقط به خاطر آنکه شخص تنبل‌تر از آن است که کار را انجام دهد.
- بسط ارزش‌ها راضی و سرفراز به آنچه فرد در این بازه زمانی انجام داده، بی‌توجه به اینکه قرار بوده کار دیگری را انجام دهد.

## تأثیرات منفی
برای برخی از افراد، اهمال‌کاری می‌تواند مداوم باشد و زندگی روزمره را به شدت تحت تأثیر قرار داده و مختل کند. در این افراد، اهمال‌کاری ممکن است علائمی از اختلالات روانی باشد. اهمال‌کاری با تعدادی از تداعی‌های منفی مانند افسردگی، رفتار غیرمنطقی، عزت نفس پایین، استرس و اضطراب، احساس گناه و اختلالات عصبی مانند اختلال کم‌توجهی بیش‌فعالی (ADHD) مرتبط است. از این رو، برای افرادی که اهمال‌کاری آنها مزمن شده است و ناتوان کننده به نظر می‌رسد، مراجعه به یک تراپیست یا روان‌پزشک آموزش دیده برای بررسی اینکه آیا ممکن است اهمال‌کاری آنها مرتبط با یک مشکل زمینه ای درسلامت روانشان باشد ضروری است.
اهمال‌کارها در هنگام انجام وظیفه‌ای که نسبتاً مدت زمان زیادی تا پایان آن زمان دارند ترس و بیماری جسمی بسیار کمتری را نسبت به افرادی که اهمال‌کار نیستند گزارش می‌کنند. اما با نزدیک شدن به انتهای مدت زمان باقی مانده، این رابطه کاملاً برعکس می‌شود و افرادی که عادت به اهمال‌کاری دارند استرس، علائم بیماری جسمی و مراجعات پزشکی بسیار بیشتری را نسبت به افراد غیر اهمال‌کار گزارش می‌دهند؛ تا جایی که باعث می‌شود کیفیت زندگی آنها بسیار کاهش یابد. اهمال‌کاری همچنین توانایی افزایش کمال گرایی و روان رنجوری را نیز دارد و در عین حال باعث کاهش وظیفه‌شناسی و خوش‌بینی می‌شود. اهمال‌کاری همچین می‌تواند منجر به اختلال در خواب شود که در نتیجه ان می‌توان مشکلات دیگری نیز بروز نماید.